# معهد الموسيقى العراقي
معهد بغداد للموسيقى هو أول معهد للموسيقي في بغداد، العراق. أسسه حنا بطرس عام 1936.، وشهد بين جدرانه التراثية لحظات نشوء وتطور فنانين مثل الموسيقار نصير شمة والفنان كاظم الساهر وقارئة المقام فريدة محمد علي. وسبق لأسماء أخرى أن درّست فيه مثل منير بشير وروحي الخماش وعباس جميل وغانم حداد وسالم عبد الكريم وسلمان شكر.

## المبنى
لم يكن المبنى الحالي المحطة الأولى لمعهد الدراسات الموسيقية، فقد انبثق في أحد مباني منطقة «الوزيرية» حتى انتقاله إلى مبناه الحالي الذي يطلُّ على نهر دجلة من جانب الرصافة.
وكان المبنى فيما سبق بيتا لعبد الرحمن النقيب أول رئيس حكومة عراقي، ويضم في ثناياه مجموعة من قاعات إلقاء المحاضرات وقاعات فرعية أخرى كورشة تصليح الآلات التي بدت خالية من أي آلات موسيقية أو أدوات تصليح وأستوديو التسجيل الصوتي.

## روابط خارجية
- الآلات الموسيقية في كونسرفتوار بغداد